# МТУ-20
МТУ-20 (Объект 602)  — радянський танковий мостоукладач. Розроблений на базі середнього танка Т-55 у Омському конструкторському бюро транспортного машинобудування.

## Історія створення
Мостоукладальник МТУ-20 був створений для заміни свого попередника, МТУ-54. Серійне виробництво цієї моделі розпочалося у 1963 році і тривало до 1977 року.
 
Щоб зменшити вагу, міст був виготовлений із дюралюмінієвого сплаву. Але це призвело до того, що він став непридатним для подальшого використання після проходження ним 15—20 танків. Ремонт мосту також був проблемою через необхідність аргонового зварювання, яке було не доступним у військах. 
У зв'язку з цим, Міністерство оборони СРСР видало наказ про заборону використання мостоукладача МТУ-20 для транспортування танків у мирний час..

Замість нього був розроблений новий мостоукладач МТУ-55.

## Оператори
- Північна Корея[2]
- Сирія — деяка кількість МТУ-20, станом на 2019 рік.Шаблон:Джерело:Military Balance 2019 У 1970 році було поставлено 25 одиниць МТУ-20 із СРСР[3]

### Колишні оператори
- СРСР[3]
- Єгипет — деяка кількість МТУ-20, станом на 2012 рік.[4]
- Індія — деяка кількість МТУ-20, станом на 2012 рік.[5]
- Нігерія — деяка кількість МТУ-20, станом на 2012 рік.[6]
- Росія — деяка кількість МТУ-20, станом на 2012 рік.[7]
- Фінляндія — 5 одиниць МТУ-20 поставлено із СРСР в 1971 році.[3]
- Україна — деяка кількість МТУ-20, станом на 2012 рік.[8]

## Галерея

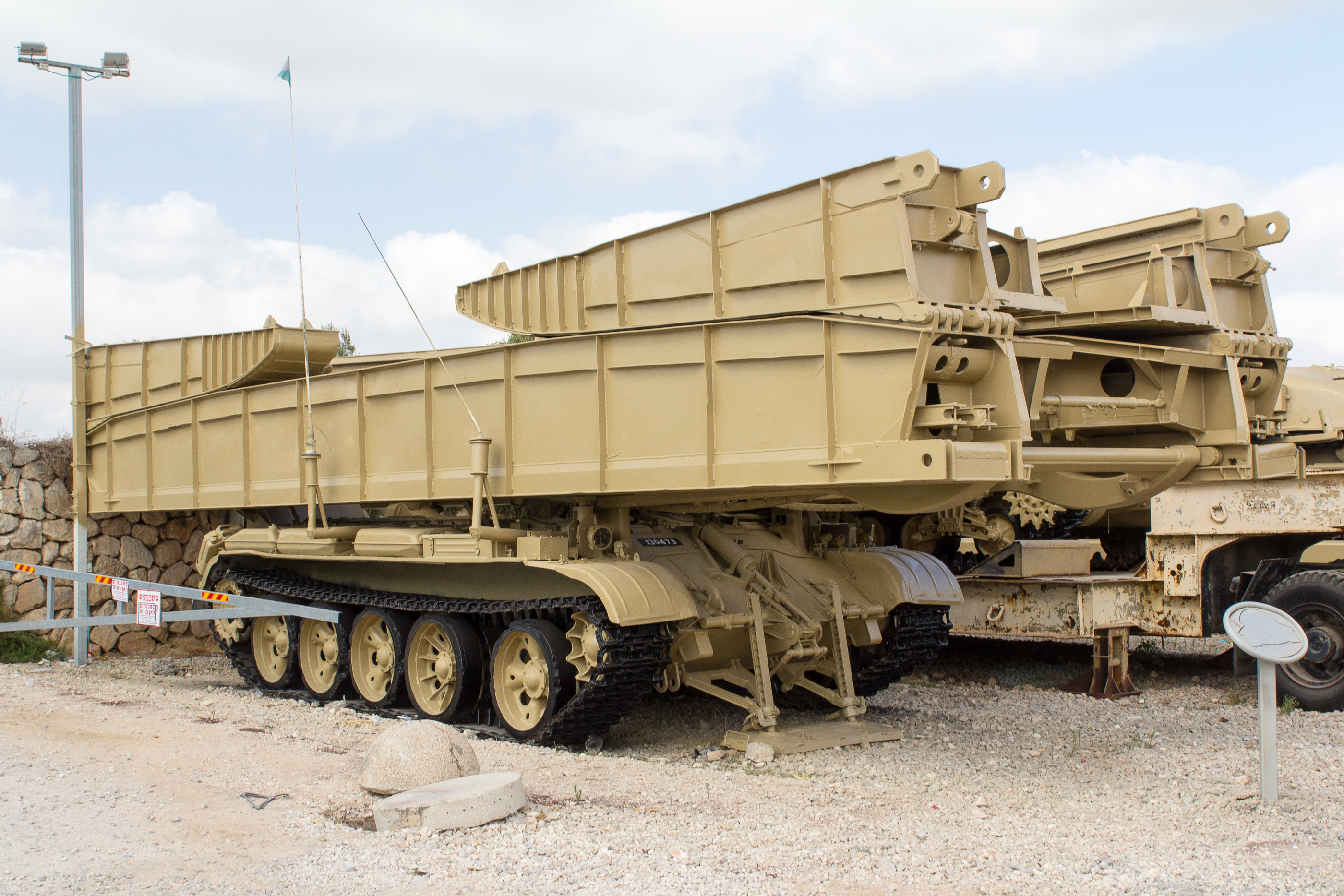
МТУ-20 в музеї Yad LaShiryon, Ізраїль.
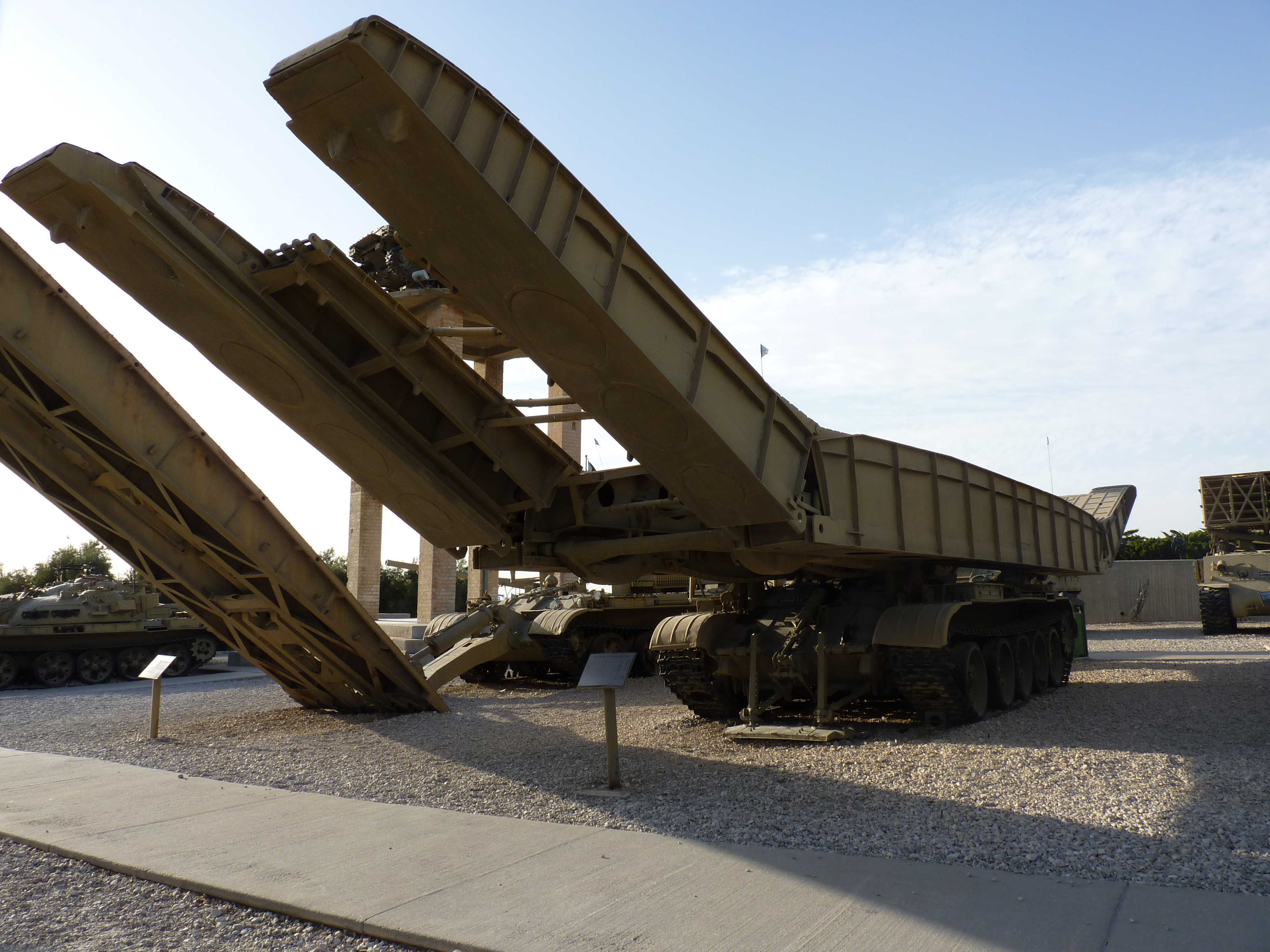
МТУ-20 в музеї Yad LaShiryon, Ізраїль.
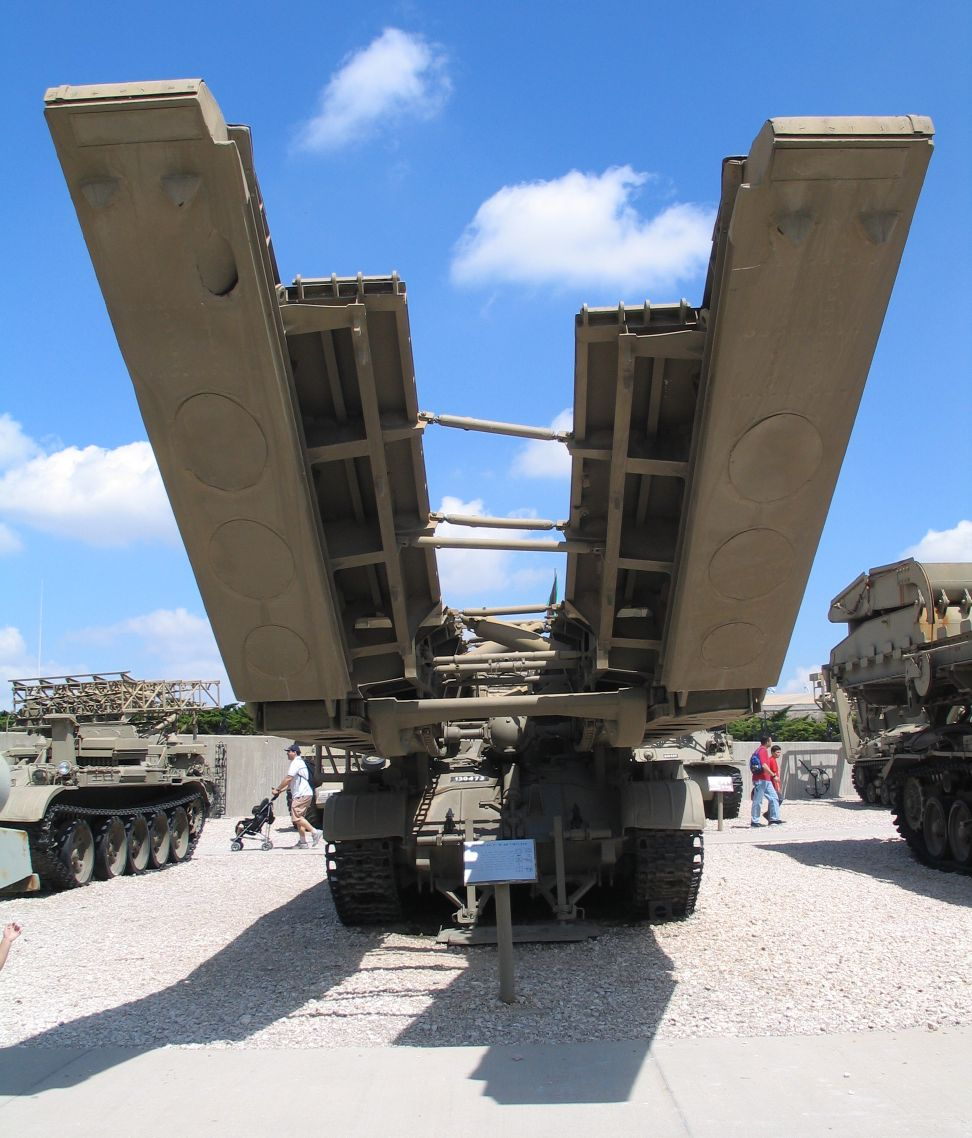
МТУ-20 в музеї Yad LaShiryon, Ізраїль.
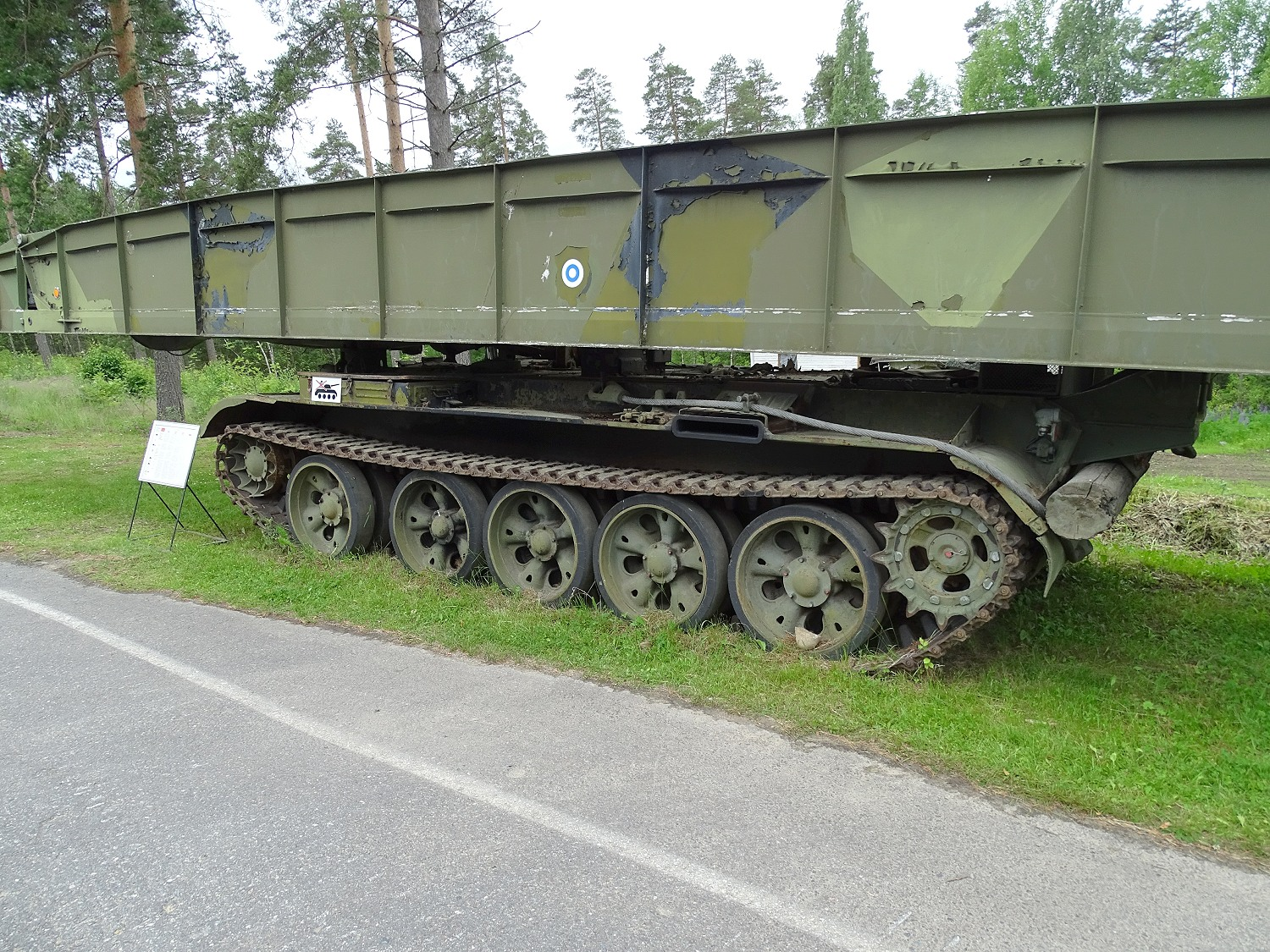
МТУ-20 в Музеї танків Пароли, Фінляндія.
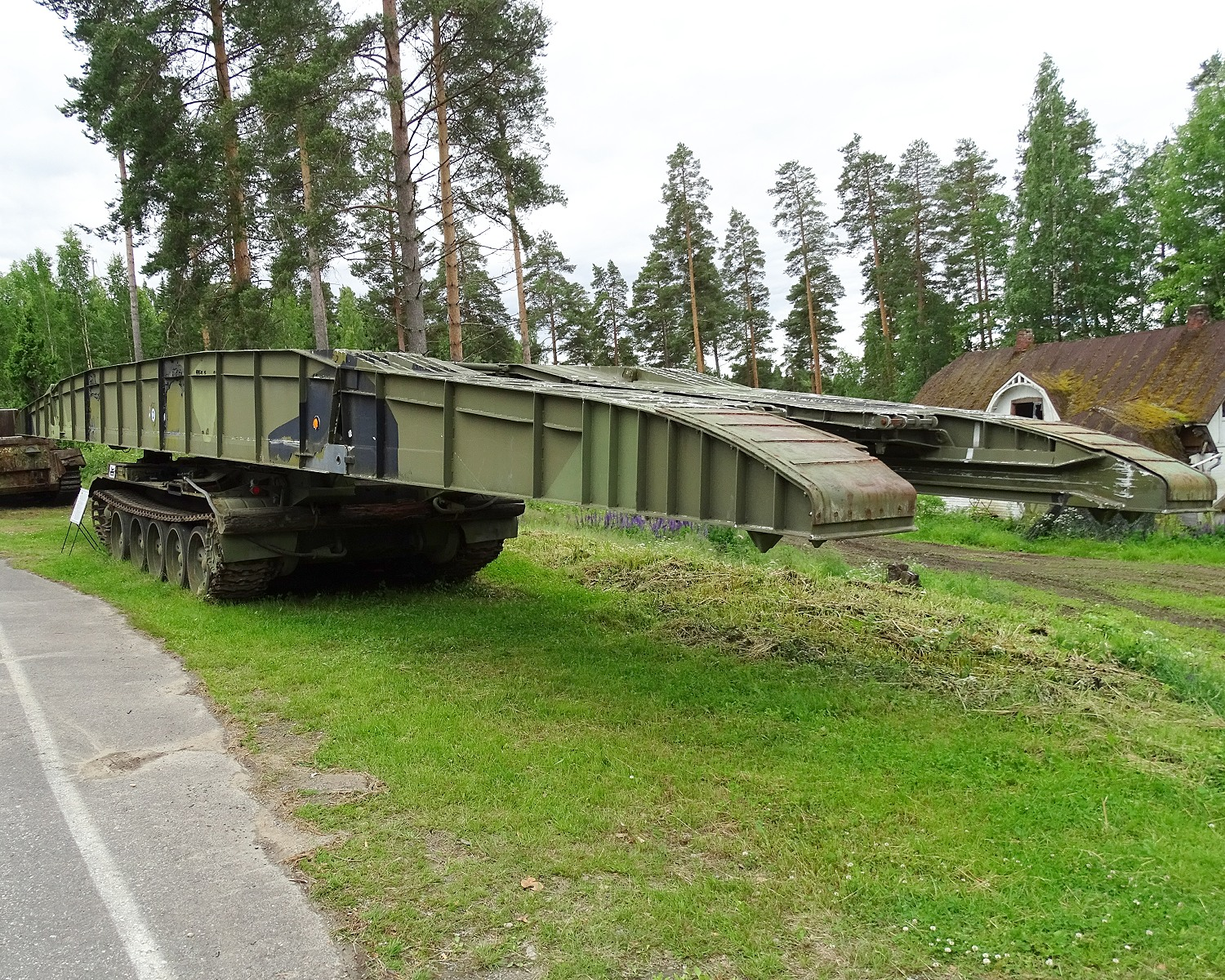
МТУ-20 в Музеї танків Пароли, Фінляндія.
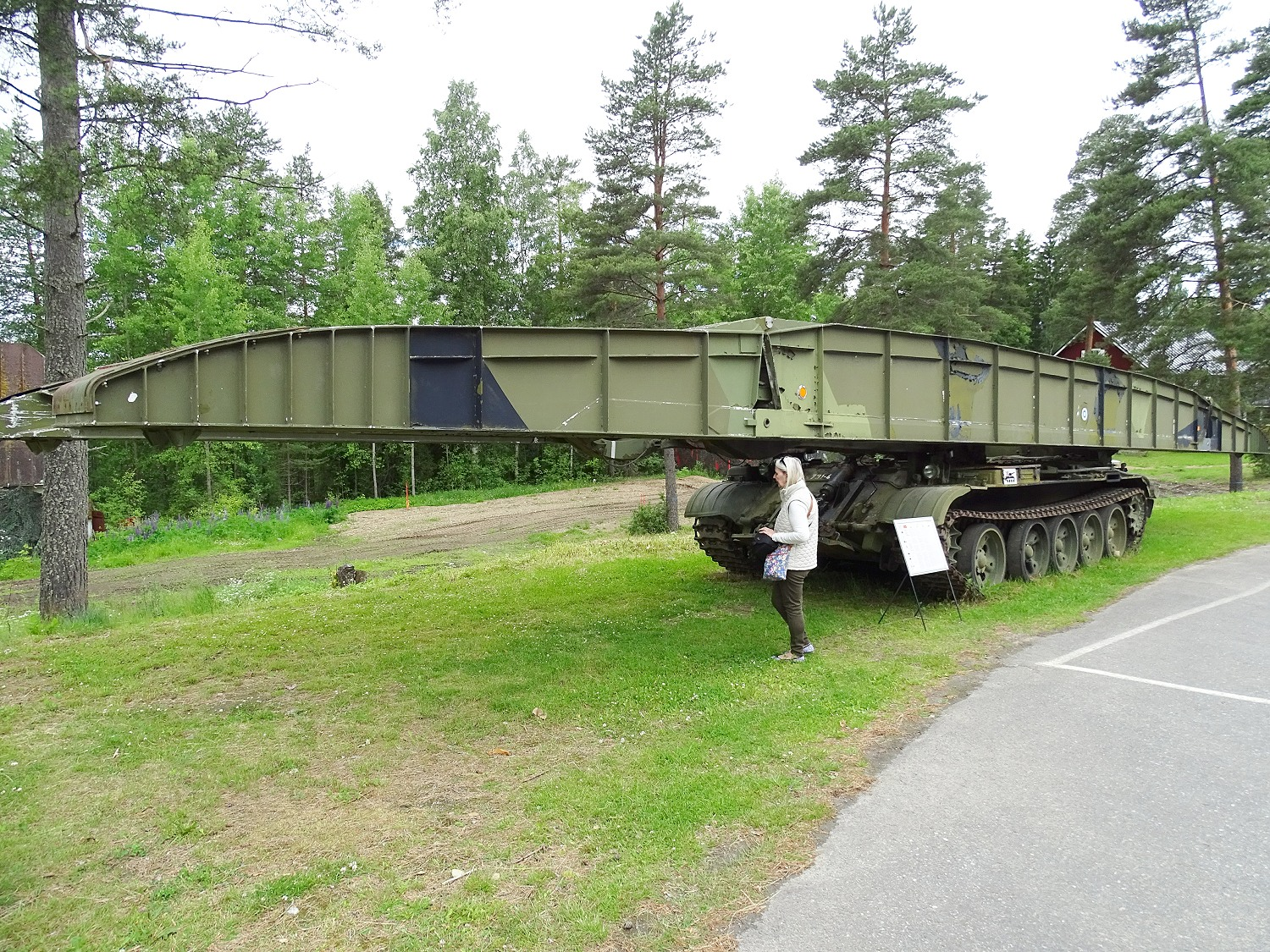
МТУ-20 в Музеї танків Пароли, Фінляндія.